# Bryggeskibet
Bryggeskibet er resterne af et stort fragtskib fra middelalderen, som blev fundet under de arkæologiske udgravninger på Bryggen i Bergen efter den store brand i juli 1955. Man mente i første omgang at have fundet to forskellige skibe, men dendrokronologiske undersøgelser afslørerede i slutningen af 1990'erne, at der var tale om det samme skib, og at træet var fældet i 1188.

## Historie
Under disse udgravninger, som blev ledet af Asbjørn Herteig, fandt man rester af huse, hvor en del af bygningsdelene var genbrugte dele fra et stort skib. Først troede man at skibet var bygget i den første halvdel af 1200-tallet, for at være hugget op og genbrugt som dele af bygningsfundamenter til nye bygninger på Bryggen. I 1981 havde Herteig fundet dele af fartøjer to separate steder, og dermed konkluderede han, at der var to skibe. Det største fundsted afslørede dele efter det som skulle komme til at hedde Bryggeskibet, mens det andet fundsted blot indeholdt fragmenter fra det andet skibe.
I 1998 kom de første anmodninger om at foretage en dendrokronologisk datering af træværket, og i januar 1999 blev der taget 18 prøver fra de 50 fund samt yderligere 12 fra dem, man mente kom fra det andet skib.
Man fandt også spor efter brand på Bryggeskibet, som man i første omgang troede kom fra bybranden i 1248, men som muligvis kan stamme fra branden i 1198, hvor baglerne stak ild til Bryggen efter at være blevet drevet ud af birkebeinerne.
Der blev ikke fundet tegn på langvarig anvendelse eller slitage, hvilket kan stemme med, at de er hugget op og genbrugt som byggemateriale relativt kort efter, at de var bygget.

I 1999 viste det sig, at alle delene kom fra samme skib. Ved hjælp af dendrokronologiske prøver fandt forskerne ud af, at skibet sandsynligvis var bygget i 1188. Den nye datering gjorde Bryggeskibet enestående, og Arne Emil Christensen jr. fremsatte en hypotese om, at det store skib har været bygget eller brugt af kong Sverre Sigurdsson.

## Konstruktion
Der blev fundet i alt 62 dele af det store skib, og de bestod af tre forskellige tværsnit af midterskibet med bundstokke, kølsvin og store tværbjæler i tre højder, som indikerer, at skibet har været 9-10 m bredt. Flere dele fra agterskibet og forskibet viser, at tværsnittet på skibet har været V-formet med spanter udformet i ét stykke. Hak på spantene har vist spor efter mindst femten bordgange.
Yderligere granskning og rekonstruktion, som efter flere årtier producerede en stor rekonstrueret sektion, er nu udstillet på Bryggens Museum. Meget tyder på, at skibet har været et handels- eller langskib af typen busse.
Med en bredde på omkring 10 m har det sandsynligvis været mellem 30 og 40 m langt. Skroget har været relativt fladbunder med stor lasteevne og en flad køl, som måske kan være påsat en yderligere stråkøl for at øge holdbarheden og stabiliteten. Masten var sænket ned gennem en firkantet åbning i bundstokken, som også var en meget kraftig bjælke. Skibet var fremstillet i skovfyr, og det tyder på, at det blev fremstillet i Norge.